# L'Obaguet (Vilamolat de Mur)
L'Obaguet és una obaga del terme municipal de Castell de Mur, dins de l'antic terme de Mur, al Pallars Jussà. Es troba en territori del poble de Vilamolat de Mur.
Està situat a migdia de Vilamolat de Mur, a llevant de la carretera. És a ponent del Vedat de Petit, al nord del Clot del Ferrer i al sud de la Planta de Josep.